# Jon Seeliger
Pour les articles homonymes, voir Seeliger.
Jon Randolph Seeliger (né le 27 avril 1995) est un athlète sud-africain, spécialiste du 400 m.
Médaille de bronze du relais 4 x 400 m lors des Championnats d'Afrique 2016.
Il remporte la médaille d’argent lors des Relais mondiaux 2019 à Yokohama sur relais 4 x 200 m (séries).